# Región de Ñuble
La región de Ñuble (del mapudungún: Ngüflew/Ngüvlew ‘Río Estrecho’) es una de las dieciséis regiones en que se divide administrativamente Chile. Con una superficie total de 13 178,5 km² y administrativamente constituida por 3 provincias y 21 comunas, Ñuble posee una población de 480 609 habitantes. Su capital es la ciudad de Chillán.
La región, ubicada en el centro-sur del país, limita al norte con la Región del Maule, al este con la provincia de Neuquén en Argentina, al sur con la Región del Biobío y al oeste con el océano Pacífico. Su principal centro urbano es el Gran Chillán, compuesto por la ciudad homónima y la urbanización colindante que suman 215 646 habitantes, seguido en segundo lugar por San Carlos con 53 024 habitantes.
El 19 de agosto de 2017, la presidenta Michelle Bachelet firmó el decreto promulgatorio de la ley que crea la Región de Ñuble, separándola de la Región del Biobío. La ley fue publicada en el Diario Oficial el 5 de septiembre de 2017, entrando en vigencia un año más tarde, el 6 de septiembre de 2018.

## Historia
El 2 de febrero de 1848 es creada la antigua provincia de Ñuble como parte de las reformas contempladas en la Constitución Política de 1833, mediante la fusión de dos antiguos departamentos, el departamento de Chillán perteneciente a la antigua Provincia de Concepción y el departamento de San Carlos perteneciente a la Provincia de Maule. En 1974, con el proceso de regionalización de la dictadura militar, se suprime la anterior provincia (con rango de región) y se crea la provincia de Ñuble.
En 1995, con la creación de la comuna de Chillán Viejo y la publicación en el Diario La Discusión de un documento titulado "Ñuble como región y la estrategia de desarrollo para implementarla", fueron los antecedentes de la creación del Comité Pro Región de Ñuble un 18 de mayo de 1997, cual posteriormente pasaría a llamarse simplemente "Ñuble región", cuyo consejo general fue conformado por los 21 alcaldes de la provincia. Esta organización fue un movimiento ciudadano que tardó más de 21 años en lograr el objetivo final, pues siendo la única entidad visible en la creación de la nueva región, teniendo a los alcaldes, concejales, parlamentarios y a los dirigentes sociales, como sus grandes aliados en el trabajo y difusión.
Durante el gobierno de Ricardo Lagos, en 2003, fue creado un documento en la Pontificia Universidad Católica titulado "Diagnóstico y propuesta metodológica para modificar la división político administrativa del país", cuyo análisis indagó respecto a las fortalezas de las entonces provincias de Arica, Ñuble y Valdivia, lo cual determinó que las tres provincias tenían aspectos favorables, sin embargo en 2007 solo son aprobadas las regiones de Arica y Parinacota y Los Ríos. En 2011 se planteó la posibilidad de incluir a las comunas de Parral, Cabrero y Yumbel al proyecto de ley, sin embargo no prosperaron. Para 2014, durante el primer gobierno de Sebastián Piñera, la Universidad de Concepción realizó el estudio "Línea base, consideraciones y propuestas para determinar pertinencia de creación de nueva Región de Ñuble".
Si bien las propuestas que prosperaron para encabezar las provincias son Bulnes, Quirihue y San Carlos, existieron otras propuestas como Chillán Viejo y Yungay en Diguillín y Coelemu y Trehuaco en Itata. A esto se agregó la intención de la comuna de Quillón de cambiarse de la provincia de Itata a Diguillín y Coihueco de Diguillín a Punilla.
El día 20 de agosto de 2015, la presidenta Michelle Bachelet firmó el proyecto de ley que creó la región de Ñuble en la Sala Schaeffer del Centro de extensión de la Universidad del Bío-Bío en Chillán. Su tramitación legislativa inició el 1 de septiembre de 2015, mientras que el 10 de enero de 2017, se aprobó el proyecto en primer trámite constitucional en el Senado con 28 votos a favor y 2 en contra. El proyecto pasó a su tramitación en la Cámara de Diputados, donde fue aprobado y despachado el 5 de julio del mismo año. El 12 de julio de 2017 este proyecto fue aprobado por la cámara de Senadores, con 26 votos a favor y solo 2 en contra.
Para 2017, tras su aprobación en el Congreso Nacional, el diputado Marcelo Chávez envía este proyecto al Tribunal Constitucional de Chile al considerar tres artículos como inconstitucionales: la proporcionalidad respecto a la cantidad de senadores de la región, los consejeros regionales que sean elegidos para la Región del Biobío pasarían a la nueva región y la falta de consulta a los pueblos indígenas. En defensa del proyecto de ley se presentó el senador Felipe Harboe. El tribunal aprobó la creación de la región de Ñuble un 2 de agosto de 2017 y el día 19 de agosto del mismo año, la ley es firmada por la presidenta Michelle Bachelet en la Casa del Deporte de Chillán. En septiembre de 2017 la ley es publicada en el Diario Oficial, advirtiéndose que la nueva región no sería válida hasta el día 6 de septiembre de 2018.

### Controversias
Algunos grupos de detractores de la creación de la región sostienen que es un regionalismo reciente, sin un origen histórico-cultural, surgido principalmente por un motivo económico como una manera de recibir mayores recursos del gobierno central, sin embargo, esto también traería repercusiones al calcular nuevamente la distribución del presupuesto público, al ser finalmente la región más pequeña en superficie y, asimismo, una de las poblaciones regionales de menor tamaño, quedando en desmedro frente a otras regiones en su calidad de división territorial superior del país. La Región del Biobío con sus fronteras en ese entonces, era la segunda región más poblada e industrializada de Chile, luego de la Región Metropolitana.
Los pescadores artesanales de las provincias de Arauco, Concepción y Ñuble, manifestaron su preocupación ante las limitaciones que implicaría realizar sus operaciones dentro de los nuevos límites regionales, de acuerdo a las disposiciones establecidas por la legislación y reguladas a nivel nacional por la Subsecretaría de Pesca.

## Gobierno y administración

### División político-administrativa
La región de Ñuble, que tiene por capital a la ciudad de Chillán, para efectos del gobierno y administración interior, se divide en tres provincias.
- Provincia de Itata, capital Quirihue.
- Provincia de Diguillín, capital Bulnes.
- Provincia de Punilla, capital San Carlos.

Estas tres provincias se subdividen en un total de 21 comunas: Cobquecura, Coelemu, Ninhue, Portezuelo, Quirihue, Ránquil, Trehuaco, Bulnes, Chillán Viejo, Chillán, El Carmen, Pemuco, Pinto, Quillón, San Ignacio, Yungay, Coihueco, Ñiquén, San Carlos, San Fabián y San Nicolás.
| \| Provincia \| Capital \| Comuna \| \| --------- \| ---------- \| ------------- \| \| Itata \| Quirihue \| Cobquecura \| \| Itata \| Quirihue \| Coelemu \| \| Itata \| Quirihue \| Ninhue \| \| Itata \| Quirihue \| Portezuelo \| \| Itata \| Quirihue \| Quirihue \| \| Itata \| Quirihue \| Ránquil \| \| Itata \| Quirihue \| Trehuaco \| \| Diguillín \| Bulnes \| Bulnes \| \| Diguillín \| Bulnes \| Chillán Viejo \| \| Diguillín \| Bulnes \| Chillán \| \| Diguillín \| Bulnes \| El Carmen \| \| Diguillín \| Bulnes \| Pemuco \| \| Diguillín \| Bulnes \| Pinto \| \| Diguillín \| Bulnes \| Quillón \| \| Diguillín \| Bulnes \| San Ignacio \| \| Diguillín \| Bulnes \| Yungay \| \| Punilla \| San Carlos \| Coihueco \| \| Punilla \| San Carlos \| Ñiquén \| \| Punilla \| San Carlos \| San Carlos \| \| Punilla \| San Carlos \| San Fabián \| \| Punilla \| San Carlos \| San Nicolás \| | Cobquecura Coelemu Ninhue Portezuelo Quirihue Ránquil Trehuaco Bulnes Chillán Viejo Chillán El Carmen Pemuco Pinto Quillón San Ignacio Yungay Coihueco Ñiquén San Carlos San Fabián San Nicolás |               |
| Provincia | Capital | Comuna        |
| Itata | Quirihue | Cobquecura    |
| Itata | Quirihue | Coelemu       |
| Itata | Quirihue | Ninhue        |
| Itata | Quirihue | Portezuelo    |
| Itata | Quirihue | Quirihue      |
| Itata | Quirihue | Ránquil       |
| Itata | Quirihue | Trehuaco      |
| Diguillín | Bulnes | Bulnes        |
| Diguillín | Bulnes | Chillán Viejo |
| Diguillín | Bulnes | Chillán       |
| Diguillín | Bulnes | El Carmen     |
| Diguillín | Bulnes | Pemuco        |
| Diguillín | Bulnes | Pinto         |
| Diguillín | Bulnes | Quillón       |
| Diguillín | Bulnes | San Ignacio   |
| Diguillín | Bulnes | Yungay        |
| Punilla | San Carlos | Coihueco      |
| Punilla | San Carlos | Ñiquén        |
| Punilla | San Carlos | San Carlos    |
| Punilla | San Carlos | San Fabián    |
| Punilla | San Carlos | San Nicolás   |

### Autoridades

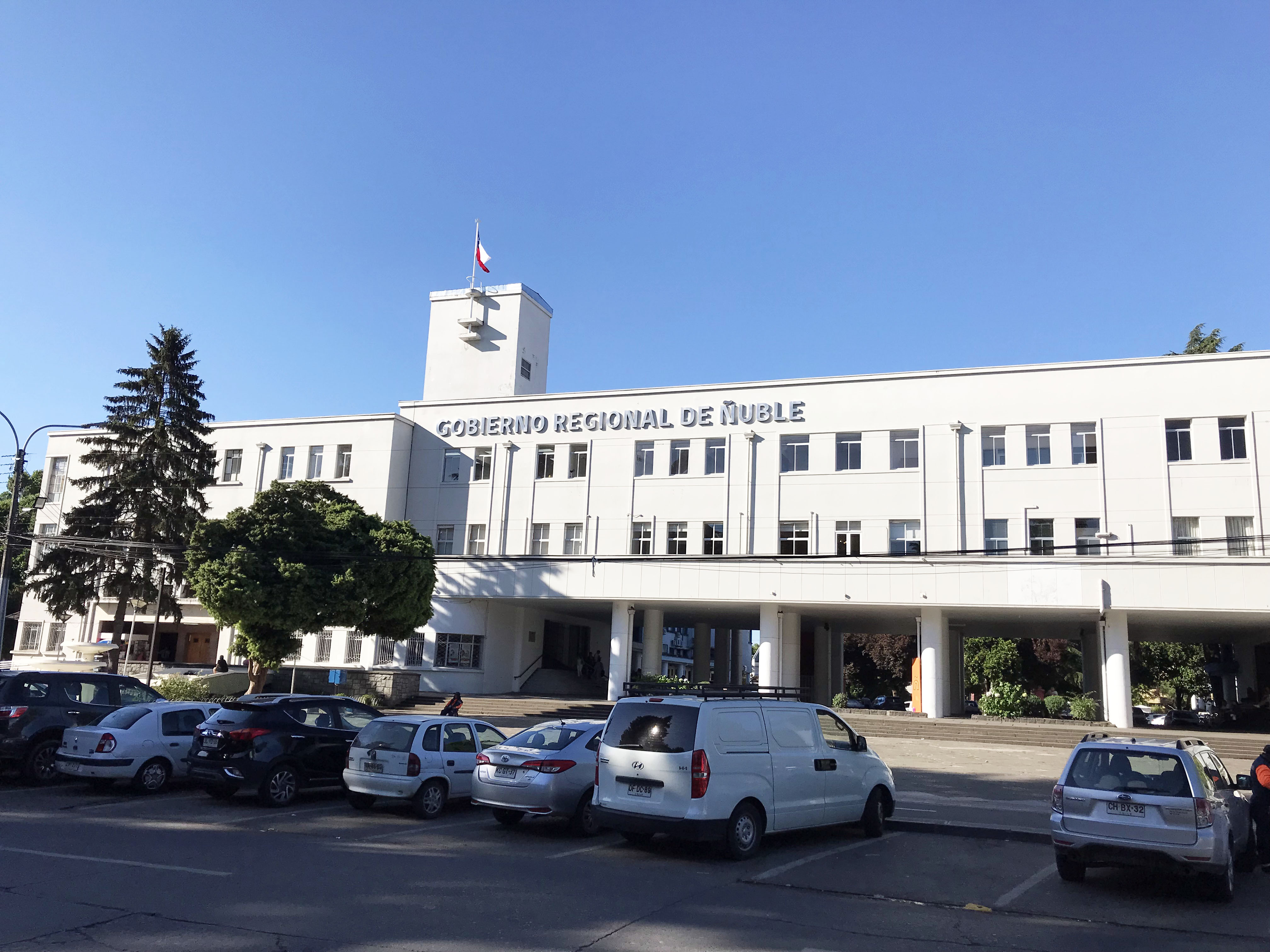
Edificio de los Servicios Públicos de Chillán, sede del gobierno regional y delegación presidencial.

La administración de la región del poder ejecutivo radica en el Gobierno Regional de Ñuble, constituido por el Gobernador de Ñuble y por el Consejo Regional, además de contar con la presencia del Delegado Presidencial regional de Ñuble y a tanto el Delegado Presidencial Provincial de Itata y el Delegado Presidencial Provincial de Punilla, representantes del gobierno central del país.
Para los efectos de la administración local, las provincias están divididas a su vez en 21 comunas ―Cobquecura, Coelemu, Ninhue, Portezuelo, Quirihue, Ránquil, Trehuaco, Bulnes, Chillán Viejo, Chillán, El Carmen, Pemuco, Pinto, Quillón, San Ignacio, Yungay, Coihueco, Ñiquén, San Carlos, San Fabián y San Nicolás― en total regidas por su respectiva municipalidad.
El poder legislativo se encuentra representado y dividido territorialmente a través de la 16.º circunscripción del Senado de Chile constituido por dos senadores y el 19.º distrito electoral de la Cámara de Diputados -compuesto por cinco diputados-, los cuales representan a los ciudadanos de la región.

#### Gobernador Regional
- Óscar Crisóstomo Llanos (PS)

#### Delegado Presidencial Regional
- Rodrigo García Hurtado (PPD)

#### Delegado Presidencial Provincial
- Itata: Mario Cruces Núñez (PL)
- Punilla: Rocio Hizmeri Fernández (PCCh)

#### Alcaldes
| Comuna        | Alcalde                     | Partido | Comuna      | Alcalde                       | Partido  |
| ------------- | --------------------------- | ------- | ----------- | ----------------------------- | -------- |
| Bulnes        | Gonzalo Bustamante Troncoso | RN      | Portezuelo  | Juan Carlos Ramirez Sepulveda | Ind.     |
| Chillán       | Camilo Benavente Jiménez    | PPD     | Quillón     | Felipe Catalan Venegas        | Ind.     |
| Chillán Viejo | Jorge del Pozo Pastene      | Ind.    | Quirihue    | Eduardo Redlich Mardones      | Ind-EVOP |
| Cobquecura    | Jorge Romero Villalobos     | Ind.    | Ránquil     | Nicolás Torres Ovalle         | RN       |
| Coelemu       | Alejandro Pedreros Urrutia  | Ind-PR  | San Carlos  | Rubén Méndez Venegas          | Ind.     |
| Coihueco      | Wilson Palma Jelves         | Ind.    | San Fabián  | Cristofer Valdés González     | Ind.     |
| El Carmen     | Renán Cabezas Arroyo        | RN      | San Nicolás | Víctor Toro Leiva             | Ind.     |
| Ninhue        | Luis Molina Melo            | Ind-DC  | San Ignacio | Patricio Suazo Romero         | RN       |
| Ñiquén        | Ariel Miranda Vallejos      | Ind.    | Treguaco    | Jorge Morales Sanhueza        | Ind.     |
| Pemuco        | Johnnson Guiñez Núñez       | Ind-RN  | Yungay      | Rafael Cifuentes Rodríguez    | PS       |
| Pinto         | Jairo del Pino Lema         | PRCh    |             |                               |          |

#### Parlamentarios

##### Senadores
| Circunscripción | Senadores                                       | Partido |
| --------------- | ----------------------------------------------- | ------- |
| 16              | Loreto Carvajal Ambiado Gustavo Sanhueza Dueñas | PPD UDI |

##### Diputados
| Distrito | Diputados | Partido                |
| -------- | --- | ---------------------- |
| 19       | Cristóbal Martínez Ramírez Frank Sauerbaum Muñoz Marta Bravo Salinas Felipe Camaño Cárdenas Sara Concha Smith | UDI RN UDI Ind-PDC PSC |

#### Secretarías regionales ministeriales
| Hacienda                            | Sin Secretaría Regional      | Sin Secretaría Regional |
| Seguridad Pública                   | Jorge Muñoz Álvarez          |                         |
| Gobierno                            | Valentina Pradenas Andrade   | FA                      |
| Economía, Fomento y Turismo         | Erick Solo de Zaldívar Garay | FA                      |
| Desarrollo Social y Familia         | Marta Carvajal Aguirre       | PCCh                    |
| Educación                           | César Riquelme Alarcón       | PR                      |
| Justicia y Derechos Humanos         | Elizabeth Riquelme Donoso    | PS                      |
| Trabajo y Previsión Social          | Eduardo Riquelme Lagos       | FA                      |
| Obras Públicas                      | Paulo de la Fuente Paredes   | PPD                     |
| Salud                               | Ximena Salinas Urrutia       | FRVS                    |
| Vivienda y Urbanismo                | Antonio Marchant Mass        | PCCh                    |
| Bienes Nacionales                   | Rodrigo Baeza Boyardi        | PR                      |
| Agricultura                         | Antonio Arriagada Vallejos   | PS                      |
| Minería                             | Sin Secretaría Regional      | Sin Secretaría Regional |
| Transporte y Telecomunicaciones     | Javier Isla Figueroa         | FA                      |
| Energía                             | Dennis Rivas Oviedo          | FRVS                    |
| Medio Ambiente                      | Mario Rivas Peña             | FA                      |
| Deporte                             | Julio Jorquera Jorquera      | FA                      |
| Mujer y Equidad de Género           | Nicole Ulloa Castillo (s)    | FA                      |
| Culturas, las Artes y el Patrimonio | Scarlet Hidalgo Jara         | PPD                     |

## Geografía

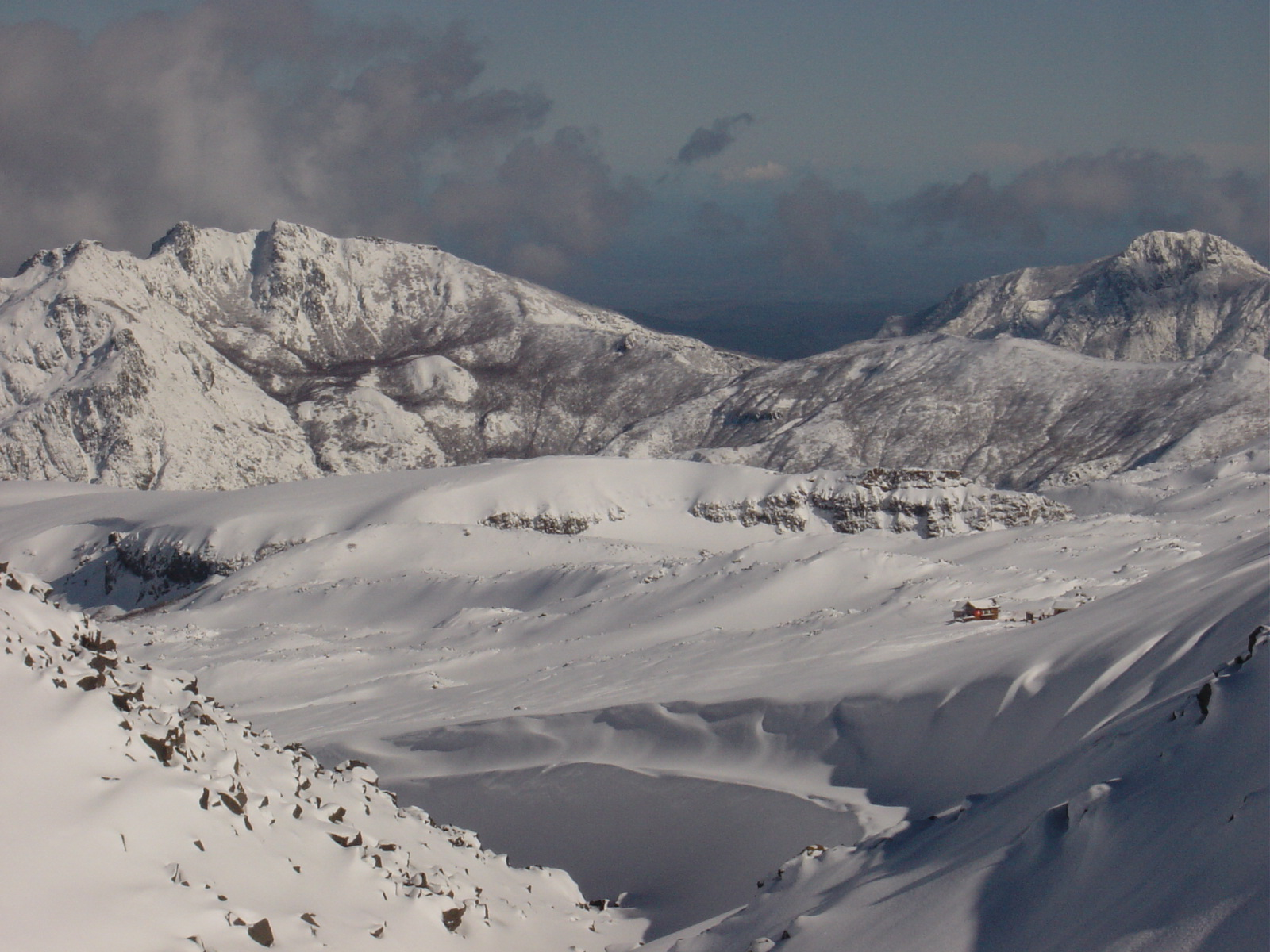
Vista del centro de esquí Termas de Chillán.

La región presenta las cuatro franjas longitudinales de relieve típicos de Chile Central.

### Cordillera de los Andes
Se presenta maciza pero más baja que en zonas más septentrionales con un promedio inferior a 3000 m s. n. m. y fuerte actividad volcánica, su punto culmine son los Nevados de Chillán (3212 m s. n. m.). Continúa antecediéndola el relieve precordillerano La Montaña

### Depresión intermedia
Encuentra una de sus mayores anchuras en el sector más cercano a Chillán con casi 100 km. Aquí se concentra gran cantidad de Recursos Hídricos que permiten actividad forestal, agrícola y ganadera, a partir de los sistemas fluviales del río Itata y del río Ñuble, en esta unidad geomorfológica predominan los sedimentos glacio fluvio volcánico.

### Cordillera de la Costa
Se presenta deprimida con alturas que promedian los 500 m s. n. m., sus cerros más importantes son el Coiquén con 902 y el Cayumanqui con 762 m s. n. m., igualmente presenta cuencas intermontanas con microclimas más secos como Quirihue y Quillón.

### Planicies litorales
En esta región se presentan con escaso desarrollo, solo se manifiesta claramente en las zonas de Cobquecura y la desembocadura del río Itata.

### Hidrografía
La Región tiene en su centro a la cuenca del río Itata, de régimen nivo-pluvial, que drena la superficie de la mayor parte de la Región. Políticamente, el extremo sur de la cuenca del río Maule pertenece a la Región del Ñuble así como el extremo sur de la cuenca del Itata pertenece a la Región del Biobío. En la zona litoral, en las cuencas costeras entre límite regional y río Itata se desarrollan el río Taucú, el río Cobquecura y el río Buchupureo.

### Áreas protegidas
| Tipo                                | Nombre                                                  | N° de Hectáreas |
| Reserva Nacional                    | Ñuble                                                   | 75 078 ha       |
| Reserva Nacional                    | Los Huemules del Niblinto                               | 7 852 ha        |
| Santuario de la Naturaleza          | Los Huemules del Niblinto                               | 7 852 ha        |
| Humedal Desembocadura del río Itata | 926,7 ha                                                |                 |
| Islote Lobería e Iglesia de Piedra  | 250 ha                                                  |                 |
| Reserva de la Biosfera              | Corredor biológico Nevados de Chillán - Laguna del Laja | 565 807 ha      |
| Bien Nacional Protegido             | Ranchillo Alto                                          | 561 ha          |

## Demografía

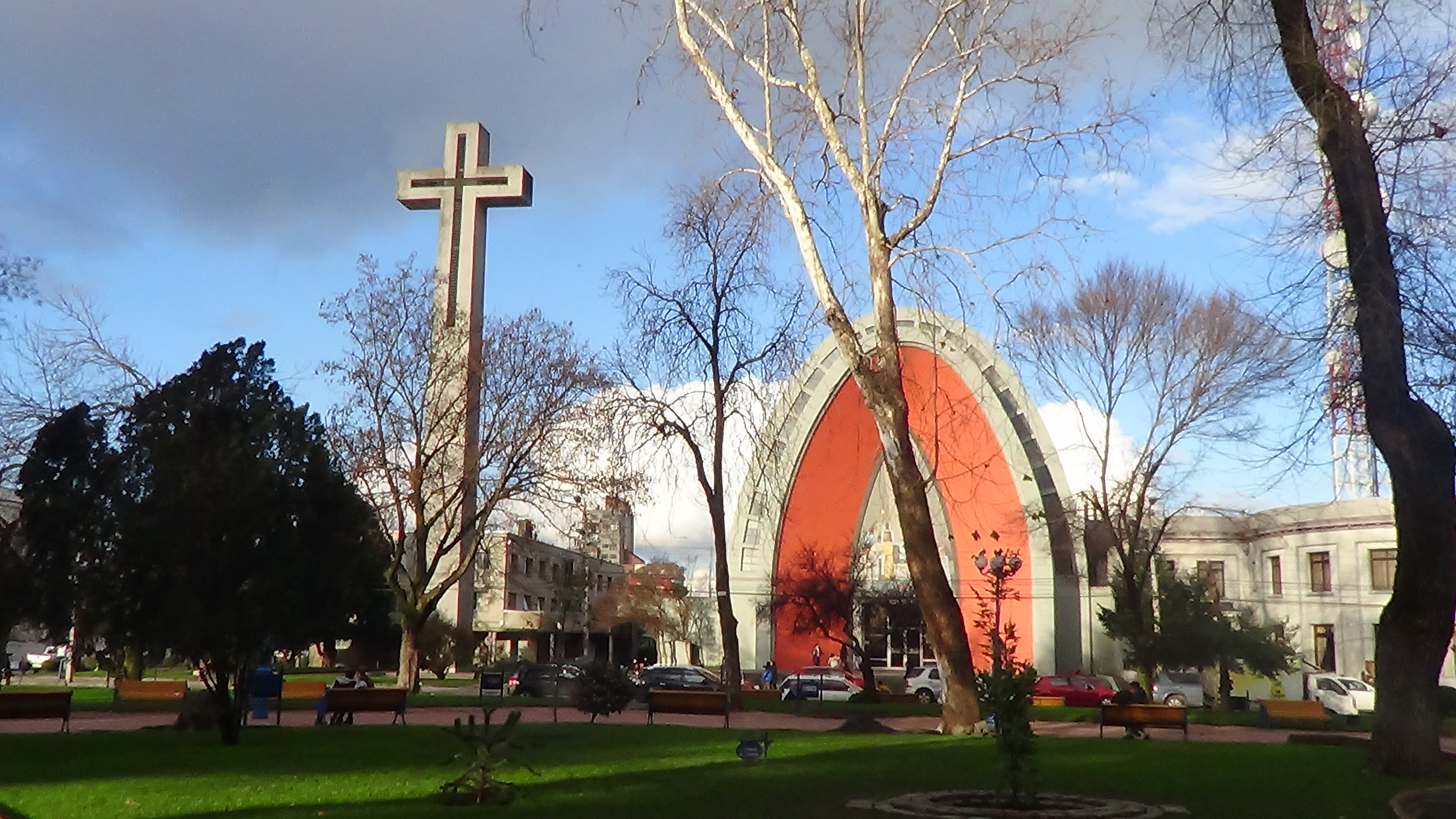
Catedral de Chillán símbolo característico de la capital regional

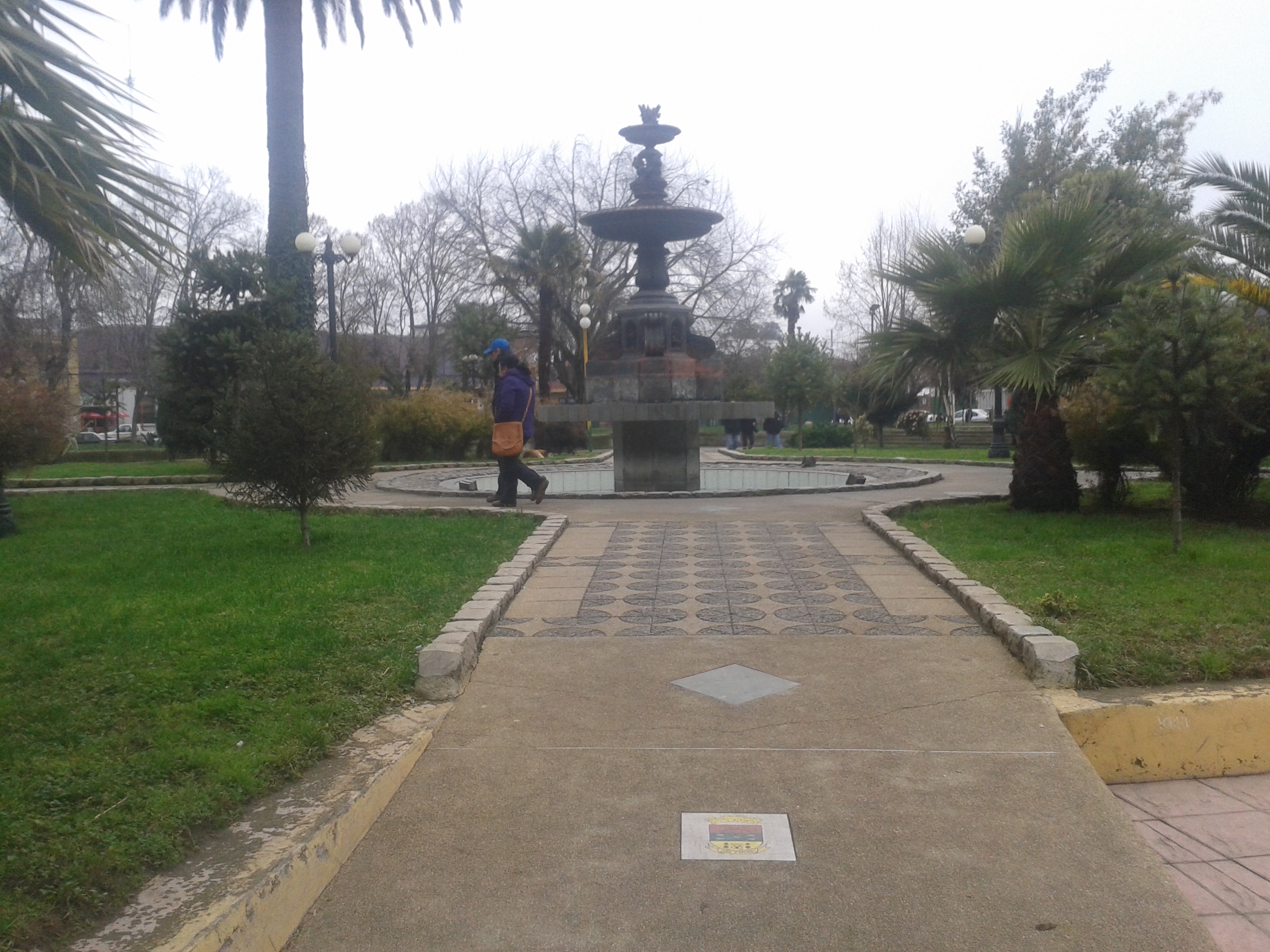
Centro de la plaza de San Carlos

La región tiene una población de 480 609 habitantes según el censo de 2017, de los cuales 333 680 (69,4 %) corresponde a población urbana y 146 929 (30,6 %) a población rural.
La ciudad más poblada de la región es la Conurbación Chillán con una población de 215 646 habitantes según el censo de 2017, correspondiente a la unión de las ciudades de Chillán (184 739 hab.) y Chillán Viejo (30 907 hab.). Las siguientes ciudades con mayor población son San Carlos con 53 024 habitantes, Coihueco con 26 881, Bulnes con 21 493 habitantes, y Yungay con 17 787 habitantes, todas estas ubicadas en la depresión intermedia, y Coelemu, con 15 995 habitantes, ubicada en la cordillera de la Costa, en las cercanías del río Itata.
En 2021, el Sistema de Indicadores de Calidad de Vida Rural (SICVIR) y Atlas Rural del Ministerio de Agricultura de Chile y el Instituto Nacional de Estadísticas, revelaron que el 62% de la población de la región es considerada rural, y que también el 96% de la región es considerada rural en aspecto de geografía física, de lo cual solamente la comuna de Chillán es considerada totalmente urbana. Asimismo destaca otros aspectos, como la población en estado de pobreza, donde la Comuna de Cobquecura es la de mayor cantidad a nivel regional, con un 36% de su población, seguido de El Carmen con 29%; y la falta de alcantarillado en la comuna de Ninhue con un 70% del total de la división administrativa.
| 1.º  | Gran Chillán | Diguillín | 215 646 |
| 2.º  | San Carlos   | Punilla   | 53 024  |
| 3.º  | Coihueco     | Punilla   | 26 881  |
| 4.º  | Bulnes       | Diguillín | 21 493  |
| 5.º  | Yungay       | Diguillín | 17 787  |
| 6.º  | Quillón      | Diguillín | 17 485  |
| 7.º  | San Ignacio  | Diguillín | 16 079  |
| 8.º  | Coelemu      | Itata     | 15 995  |
| 9.º  | El Carmen    | Diguillín | 12 044  |
| 10.º | Quirihue     | Itata     | 11 594  |

## Economía
En 2018, la cantidad de empresas registradas en la región de Ñuble fue de 9007. El Índice de Complejidad Económica (ECI) en el mismo año fue de -0,16, mientras que las actividades económicas con mayor índice de Ventaja Comparativa Revelada (RCA) fueron Reparación de Maquinaria Agropecuaria y Forestal (81,1), Otras Actividades Relacionadas al Deporte (26,58) y Servicios de Transporte Escolar (19,47).
La principal actividad de la región es la agricultura como en Agua Buena y entre otras actividades características se encuentran las artesanías, en especial en las localidades de Quinchamalí (considerado como uno de los lugares de producción artesanal de alfarería en greda más importantes del país), Coihueco (caracterizada por los tallados en madera y los bordados), Ninhue y San Fabián de Alico.
Por otra parte, el turismo es otra de las actividades que se afianza en la zona, gracias a la existencia de lugares de gran atractivo como las termas minerales, que han visto reforzadas sus instalaciones con centros de esquí, hoteles y casino. La costa de Ñuble también posee gran atractivo con gran afluencia de turistas en temporada de verano, donde destacan las localidades de Cobquecura y Buchupureo con sus imponentes roqueríos esculpidos por el oleaje y sus loberías.
Además, la región de Ñuble ha consolidado en los últimos años un importante desarrollo del sector forestal con la instalación de una gran planta de celulosa y plantaciones, gracias a condiciones agro climáticas favorables para el desarrollo de plantaciones de rápido crecimiento, como el Pinus Radiata y el Eucalyptus Globulus.

## Relaciones internacionales
La Región de Ñuble es sede de una serie de instituciones de relaciones internacionales, tales como la Unidad Regional de Asuntos Internacionales (URAI) del Gobierno Regional de Ñuble en Chillán, encargada del análisis y gestión de las relaciones bilaterales y multilaterales de la región con América Latina y el resto del mundo, la Unidad Regional de Promoción y Atracción de Inversiones en Chillán, la oficina regional en Chillán del Servicio Nacional de Migraciones, la oficina regional en Chillán de la Dirección General de Promoción de Exportaciones (ProChile), y el Departamento de Migraciones y Policía Internacional de la Policía de Investigaciones en Chillán, y las siguientes Oficinas Migrante en los municipios de la región:
- Oficina Migrante de la Municipalidad de San Carlos.
- Oficina Migrante de la Municipalidad de Chillán.
- Oficina Migrante de la Municipalidad de Quillón.

En materia de relaciones internacionales y educación superior, el principal actor dentro de la región de Ñuble es la Unidad de Relaciones Internacionales de la Dirección de Vinculación con el Medio, y el Instituto de Idiomas de la Universidad Adventista de Chile.

## Turismo

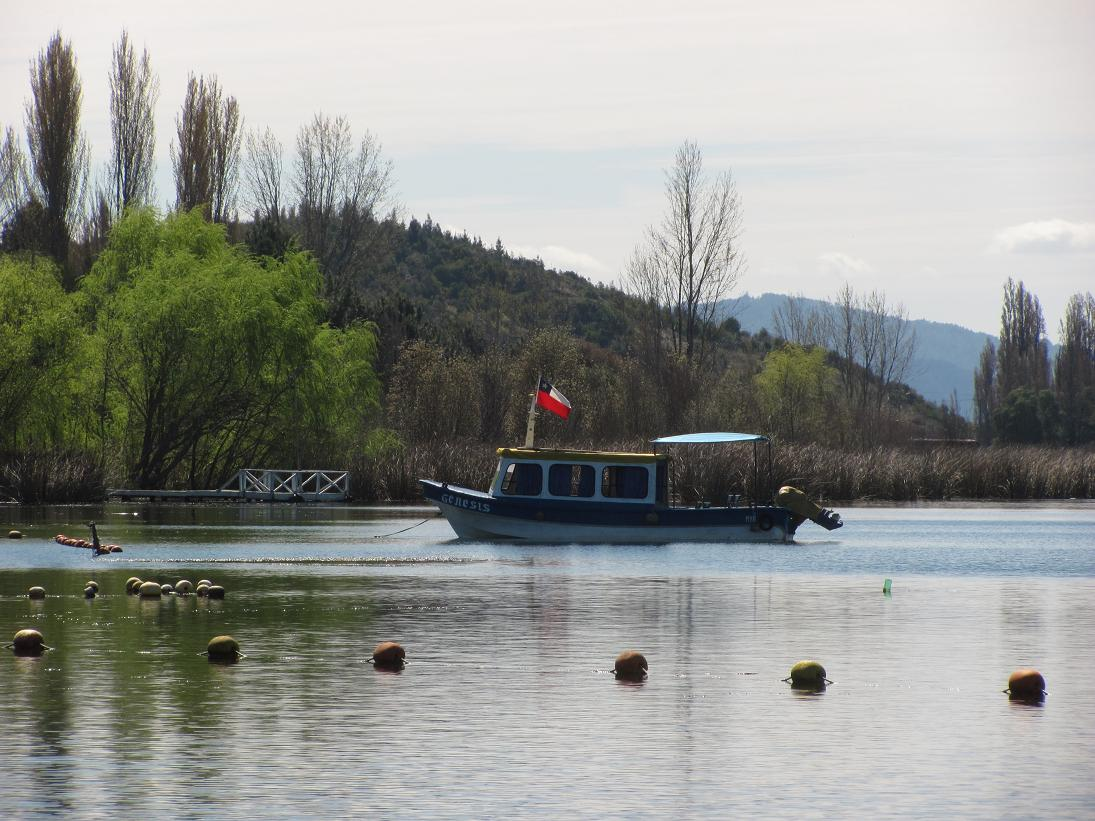
Laguna Avendaño ubicada en Quillón

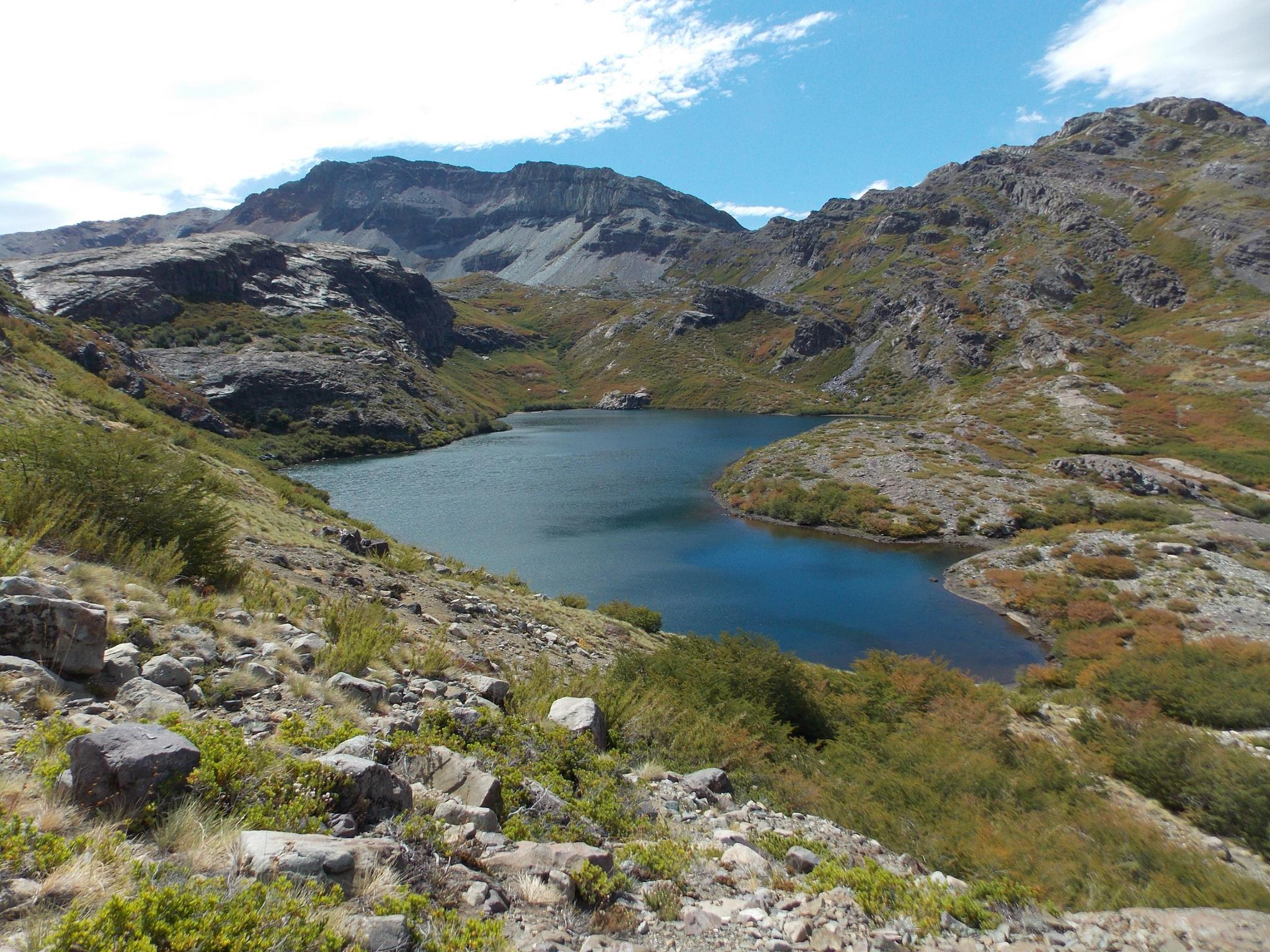
Laguna El Baúl ubicada en San Fabián

Ñuble tiene los siguientes atractivos turísticos:
- Termas de Chillán: Complejo turístico de invierno y verano más importante de la región, situado en medio de bosques milenarios y fuentes de aguas termales. Se encuentra ubicada a 24 km al sureste de Chillán. Cercano a las termas se encuentran diversas localidades como Pinto, un área agrícola donde se pueden observar flora y fauna autóctonas, y Los Lleuques, un balneario cordillerano situado junto al río Renegado con saltos de agua rodeados de montañas.

- Cobquecura: Ubicada en el sector costero, posee varias playas y lugares para realizar excursiones (como el Cerro El Calvario), Agujero del Puelche, Arco de los Enamorados, Iglesia de Piedra, entre otros; se realiza también un campeonato de SURF y Body Board la cual atrae a competidores locales, nacionales y extranjeros. En la actualidad la comuna se encuentra realizando una fuerte campaña social para evitar proyectos acuícolas en sus costas.

- Laguna Avendaño: Ubicada en la comuna de Quillón, permite la práctica de esquí acuático, natación, velerismo y boga.

- San Fabián de Alico: Localidad perteneciente a la provincia del Punilla, es excelente para la realización de excursiones, campismo y pesca en la montaña.

- Chillán: Posee diferentes lugares de interés como el Mercado y Feria de Chillán, la cual constituye uno de los centros artesanales más importantes de todo Chile. Los murales de Siqueiros y Guerrero, que fueron donados por el Gobierno de México, el Museo Claudio Arrau ubicado en el lugar de nacimiento del artista.

- Chillán Viejo: Aquí se encuentra el Parque Monumental Bernardo O'Higgins, en la cual se encuentran algunos vestigios de la casa del prócer de la patria. Además cada 20 de agosto se realiza el desfile de conmemoración de la naciente patria en los años 1810.

### Fiestas tradicionales
En la región se realizan diversas fiestas o eventos entre las cuales se destacan el Festival de Raíces Criollas en Coihueco, donde se rescatan las tradiciones folclóricas. La Agro-Expo de San Carlos exposición agrícola, ganadera y artesanal, con fuerte acento en la producción lechera, que realizan anualmente los agricultores de esta comuna. El Carnaval de Quillón, fiesta tradicional con espectáculos artísticos y bailes. La Fiesta de la Vendimia, la celebración de otoño en la localidad de Santacruz de Cuca. El Encuentro Nacional de Payadores y el Encuentro de Raíces Folclóricas de Portezuelo que se realizan en los meses de junio y noviembre y reúne a un grupo importante de cantoras, cantores y expresiones artesanales y culturales de apartados sectores rurales de Ñuble y el país. El rodeo que es una fiesta huasa que se desarrolla entre septiembre y febrero. Y las fiestas de la Cereza y de la Esquila; la primera se realiza en diciembre en Quinchamalí, con actividades folclóricas, comidas típicas, exposiciones y degustación de cerezas, mermeladas y licores; la segunda tiene lugar en el sector "El Cardal" en la comuna de Yungay.
Fiesta del Vino, se realiza el mes de noviembre de cada año en Ñipas, oportunidad en que se degusta los mostos de la Comuna de Ránquil.
Carnaval de Verano de Ñipas, se realiza cada año a mediados del mes de febrero.

## Personas destacadas

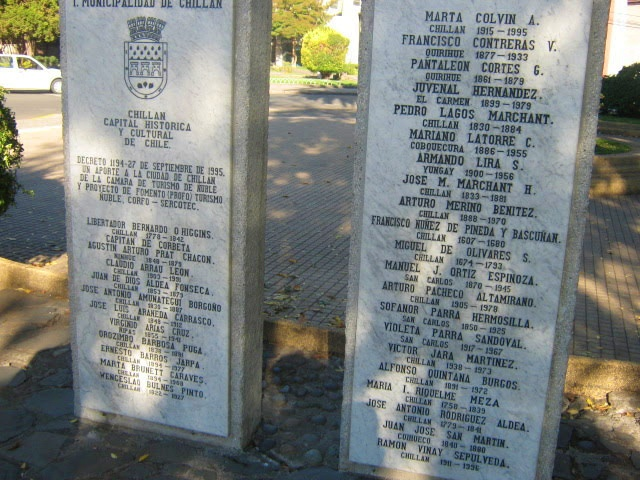
La obra "Chillán, capital histórica y cultural de Chile", ubicada en la Plaza de armas de Chillán, consta de dos placas con los nombres inscritos de las personas originarias, tanto de la ciudad de Chillán, como de la Región de Ñuble

| - Arturo Merino Benítez - Arturo Pacheco Altamirano - Arturo Prat - Bernardo O'Higgins - Claudio Arrau - Herminda Martin - Hilda Parra - Juan de Dios Aldea Fonseca | - Lalo Parra - Mariano Latorre - Marta Brunet - Marta Colvin - Nicanor Parra - Ramón Vinay - Víctor Jara - Violeta Parra |